# Kismet, Kansas
Kismet là một thành phố thuộc quận Seward, tiểu bang Kansas, Hoa Kỳ. Năm 2010, dân số của xã này là 459 người.

## Dân số
Dân số các năm:
- Năm 2000: 484 người
- Năm 2010: 459 người